# Catochrysops panormus
Catochrysops panormus — вид лускокрилих родини синявцевих (Lycaenidae).

## Поширення
Вид поширений в Південній та Південно-Східній Азії від Індії до Філіппін, а також в Австралії.

## Підвиди
- C. p. andamanica Tite, 1959 — Андаманські острови.
- C. p. batchiana Tite, 1959 — острови Бачан, Гальмагера, Обі в Індонезії.
- C. p. caerulea Tite, 1959 — Вануату
- C. p. caledonica Felder — Луайоте (Нова Каледонія)
- C. p. exiguus (Distant, 1886) — Індія, Суматра, Тайвань, Юньнань
- C. p. panormus Шрі-Ланка, Індокитай
- C. p. papuana Tite, 1959 — острови Ару, Нова Гвінея, архіпелаг Бісмарка
- C. p. platissa (Herrich-Schäffer, 1869) — Австралія
- C. p. pura Tite, 1959 — Соломонові острови
- C. p. rennellensis Howarth, 1962 — о. Реннелл (Соломонові острови)
- C. p. timorensis Tite, 1959 — Тимор, Ветар, Кіссар